# داگلاس ورلد کروزر
داگلاس ورلد کروزر (به انگلیسی: Douglas World Cruiser) یک هواپیمای ساختِ کارخانهٔ شرکت هواپیماسازی داگلاس در کشور ایالات متحده آمریکا است. نخستین استفاده‌کنندهٔ این هواپیما بنگاه هوایی ارتش ایالات متحده آمریکا بوده‌است. این هواپیما برای نخستین بار در ۱ نوامبر ۱۹۲۳ میلادی مورد استفاده قرار گرفت.